# Holy Blood
Holy Blood ist eine Unblack-/Folk-Metal-Band aus Kiew in der Ukraine.
Holy Blood ist eine christliche Folk-Metal-Band. Thematisch behandelt sie den Kampf zwischen Gut und Böse sowie die spirituelle Erlösung. Die Texte sind zum größten Teil in russischer Sprache gehalten, da die Bandmitglieder kein Ukrainisch sprechen. Dazu gibt es internationale Versionen der Alben mit englischen Texten.

## Geschichte
Holy Blood wurde im Jahr 1999 von Mihail Rodionov, Dmitry Titorenko und Fedor Buzilevich als Metalcore-Band gegründet. Allerdings änderten sie ein Jahr darauf ihren Stil in Richtung Death Metal/Grindcore. 2001 wurde die Band um drei Mitglieder erweitert (Tsesarev, Furman, Knyazyova) und begann, Melodic Death Metal zu spielen. Ein Jahr darauf wurde das erste Album Странник (The Wanderer) aufgenommen und bei einem ukrainischen Label veröffentlicht. Im gleichen Jahr verließ Alexei Furman die Band und wurde durch Artyom Stupak ersetzt. Fedor Buzilevich begann, auch die Blockflöte zu spielen.
2003 ersetzte Sergei Nagorny Rodionov an der E-Gitarre und die Songs für das zweite Album Волны танцуют (Waves Are Dancing) wurden geschrieben. Die Band wandte sich mit diesem Werk nun dem Folk Black Metal zu. Einen weiteren Ausstieg bei der Band verursachte Artyom Stupak, der sein eigenes Projekt Evroklydon gründete. An seine Stelle als Lead-Gitarrist trat Nagorny, und Buzilevich übernahm die Rhythmus-Gitarre. Im selben Jahr nahmen Buzilevich und Rodionov auch das Album des Studio-Projektes Requital, Retribution for Sin auf, welches bis dato unveröffentlichte Holy-Blood-Songs enthielt. Im Herbst jenes Jahres verließ Eugen Tsesarev die Band und Alexei Andrushenko übernahm die Stelle am E-Bass.
Im darauf folgenden Jahr wurde ein Vertrag beim christlichen Label Bombworks Records unterzeichnet, die das neue Album Waves are Dancing sowie das erste Werk The Wanderer veröffentlichten bzw. wiederveröffentlichten. 2005 verließ Vera Knyazyova die Band und wurde durch Vladislav Malitskiy ersetzt, während im selben Jahr mit Vyacheslav Kirishun ein Sackpfeifen- und Flötenspieler zur Band stieß, der die Band aber 2006 schon wieder verließ.
2008 brach das alte Line-up wieder auseinander. Seitdem betreibt Fedor Buzilevich die Band mit wechselnden Musikern alleine weiter. 2010 erschien das Album Shining Sun, das letzte Werk über Bombwork Records. Zum Titelsong wurde außerdem ein Video gedreht. 2014 erschien das Full-length-Album День отмщения (Day of Vengeance) in einer auf 500 Stück limitierten Fassung über Musica Production. Ihre einzige EP Glory to the Heroes erschien 2017 beim amerikanischen Label Vision of God Records.
Die Band spielte die meisten ihrer Live-Auftritte in ihrem Heimatland und dort vor allem in Kiew, wobei 2006 jedoch ein Auslandsauftritt in der Schweiz am Elements of Rock stattfand.

## Stil
Holy Blood spielt Folk Metal mit Death- und Black-Metal-Elementen. Ihre Musik ist durch Elemente der ukrainischen Folklore und keltischen Musik gekennzeichnet. Es werden sowohl ethnische Instrumente wie Blockflöte und Dudelsack verwendet als auch klassische Metalinstrumente. Der Gesang ist größtenteils guttural und dem Screaming zuzuordnen, allerdings treten in den Liedern oftmals auch klare Männerchöre auf. Der Stil der Band wird stark durch Gruppen wie Ensiferum und Finntroll beeinflusst. Während der Stil des Debütalbums The Wanderer sich stark an Black-Metal-Bands wie Dissection orientiert, werden auf Waves Are Dancing mehr volkstümliche Instrumente wie Dudelsack oder Sackpfeife verwendet. Die größtenteils russischen Lyrics der Band handeln ausschließlich von christlichen Themen.

## Diskografie

### Alben
- 2002: Странник (The Wanderer, Corezone)
- 2004: Волны танцуют (Waves Are Dancing, Musica Production)
- 2007: The Patriot (Bombworks Records)
- 2010: Shining Sun (Bombworks Records)
- 2014: День отмщения (Day of Vengeance, Musica Production)

### EP
- 2017: Glory to the Heroes (Vision of God Records)

### Singles
- 2014: Україна (Ukraine, Eigenproduktion)